# وول مارت كندا
وول مارت كندا هي أحد الفروع التابعة لشركة وول مارت، التي يقع مقرها الرئيسي في ميسيساغا، أونتاريو. تأسست في السابع عشر من مارس 1994، بشراء سلسلة وولكو كندا من  F. W. Woolworth Company.
تضم الشركة بالأصل المتاجر التي تحوي خصومات، تتضمن وول مارت كندا شركات معاصرة أمثال شركة النمر العملاق، والأجهزة المنزلية، والإطارات الكندية، ودولاراما. ركزت وولمارت كندا على توسيع المراكز التجارية من جديد، أو تغيير المواقع بناء على نجاح التنسيق الأمريكي، موفراً بقالة في المركز التجاري نفسه مثل سلسلة متاجر لوبلاوس، والمتاجر الكندية، وميترو، وسوبيز، والأطعمة الاقتصادية، والطريق الآمن، والحفاظ على الأطعمة، وبقال البلدة، ومتاجر فاير وي، والأطعمة الجيدة، وكو أب، والعديد. تعد وول مارت ثاني أكبر شركة بيع بالتجزئة في كندا.
اعتباراً من 31 أكتوبر لعام 2021، إمتلكت وول مارت كندا 408 متجراً عاملاً، تضم 343 مركزاً تجارياً، و65 متجراً للتخفيضات في كل مقاطعة وإقليم تقريباً، باستثناء نونافوت. المالك الرئيسي والمطور المعتمد لوول مارت كندا هو سمارت سنتر، والملاك المهيمنون الآخرون يضمون Riocan (رايوكان)، و First Capital Realty.
تعد وول مارت أحد المشاركين في Scanner Price Accuracy Code التطوعي، الذي يديره مجلس التجزئة الكندي.

## تاريخ
تأسست شركة وول مارت كندا في 14 يناير 1994، من خلال استيلاء شركة وول مارت على 122 عقد إيجار كندي لشركة وول كو، وهي شركة فرعية لوول ورث كندا. جُددت متاجر وول كو هذه وحُولت إلى لافتة وول مارت في العام نفسه. لم تستولِ وول مارت على 22  متجراً آخر لوول كو، حيث كانت إما نقابية أو لها موقع في وسط المدينة. بيعت بعض متاجر وول كو وأُعيد افتتاحها باعتبارها متاجر زيلر.
احتُفظ بجميع الموظفين السابقين العاملين لدى وول كو والبالغ عددهم 16000 موظف من قبل وول مارت التي استولت عليها، أُعيد تدريبهم وإعطاؤهم زيادة بنسبة خمسة بالمئة. أصبح ماريو بيلوزي: نائب المدير السابق لوول كو، مديراً تنفيذياً في وول مارت كندا عندما وُقع العقد. أعلن بيلوزي الذي تقاعد في 2008، أنه وفريقه الإداري أخذوا سلسلة على وشك الإفلاس وحولولها إلى وول مارت بور هاوس التي أصبحت ذات تأثير كبير على أعمال السوق الكندي. تغير تجار التجزئة، وواجهت المصنوعات الكندية طلباً كبيراً لم تره من قبل، وتحولت بعض العقارات من مراكز تسوق مغلقة إلى مراكز تجارية كبيرة. بالتفكير في صفقة 1994 في 2013 ، نقل عن المتحدث باسم وول مارت كندا قوله: بالرغم من أن وول كو شهدت أيامًا أفضل وكانت تكافح، إلا أنه كان لا يزال هناك قدر هائل من المواهب فيها. وأضاف أنه يعتقد أن أحد أسباب نجاح وول مارت في كندا؛ هو أنهم بدؤوا مع فريق رائع أعاد تحفيزهم.
طورت العديد من مراكز التسوق حيثما يقع وول مارت منذ 1994، من قبل سمارت سنتر (المعروفة بالأصل باسم First Pro)، وهي شركة عقارية أنشأها ميتشل غولدهار. في الوقت الحاضر، تعتبر سمارت سنتر المالك لما يقارب 100 متجر وول مارت في كندا.
إفتتحت وول مارت ابتداءً من خريف 2006، مراكز تجارية جديدة في المدن الكندية. أدارت وول مارت كندا أيضاً متاجر نادي سام في أونتاريو، من 2003 إلى 2009. أعلنوا في 26 فبراير، 2009، أنهم سيغلقون جميع مواقع نادي سام الكندية الستة. كان هذا جزءاً من قرار وول مارت كندا؛ لجذب التركيز إلى المراكز التجارية (Supercentres))،  ولكن أشار بعض رواد التجارة إلى أن هذه العملية كانت تكافح للتنافس مع Costco، و Real Canadian Superstore غير العضوة (المعروفة باسم  Maxi & Cie). أعاد نادي سام تصنيف موقعين آخرين غير مفتوحين باعتبارهما مراكز تجارية (Supercentres)) جديدة لوول مارت.